# Pygmalion van Tyros
Pygmalion (ook gekend als Pumayyaton) was koning van Tyrus van 820 v.Chr. tot 774 v.Chr.
Gedurende de heerschappij van Pygmalion lijkt Tyrus het hart van de ruilhandel verplaatst te hebben van het Midden-Oosten naar de Middellandse Zee. Deze historische Pygmalion wordt door sommigen vereenzelvigd met een Pygmalion uit de mythologie, namelijk de broer van Dido, die vooral bekend is uit de Aeneis van Vergilius.